# Guerra santa
Guerra santa é uma guerra causada por diferenças entre as religiões. São Tomás de Aquino desenvolveu estes critérios, e os seus escritos foram usados pela Igreja Católica Romana para regulamentar as ações dos estados europeus.
O termo "guerra religiosa" foi usado para descrever, de forma controversa na época, o que hoje é conhecido como guerras europeias de religião, e, especialmente, Guerra dos Sete Anos os então em curso, desde pelo menos o meados do século XVIII.
Em sua Encyclopedia of Wars, os autores Charles Phillips e Alan Axelrod elaboraram uma lista detalhada de guerras na história. Eles documentaram 1763 guerras no total, dos quais 123 (7%) foram identificadas e listadas como tendo a religião como principal motivação. De acordo com essa contabilização, as guerras religiosas representam menos de 2% do total de pessoas mortas em guerras, o que inclui 3 milhões durante as Cruzadas e outras 3 mil durante a Inquisição.